# Wódeczka i panienki
Wódeczka i panienki – krótkometrażowa komedia z 2009 roku, która została zrealizowana w Warszawie. Istnieje też angielska wersja filmu pt. Vodka and Women.

## Opis fabuły
Stefan (Michał Koterski) udaje się po radę do swojej sąsiadki, prostytutki Magdy (Barbara Bursztynowicz), w związku z podejrzeniem o niewierność swojej dziewczyny.

## Obsada
- Barbara Bursztynowicz jako prostytutka Magda
- Jacek Bursztynowicz jako ojciec Stefana
- Maria Garbowska jako ciotka Magdy
- Katarzyna Kołeczek jako blond laska
- Michał Koterski jako Stefan
- Mateusz Motyczyński jako szef Stefana
- Maria Niklińska jako Kaśka
- Rahim jako Raper
- Laura Samojłowicz jako fajna laska
- Ewa Ziętek jako fryzjerka
- Bartosz Żrałek jako instruktor jogi Mariusz